# سال ۲۰۰۰ (آلبوم)
سال دو هزار یکی از آلبوم‌های موسیقی داریوش اقبالی است. این آلبوم به‌طور رسمی از سال ۱۹۹۱ به بازار عرضه شد.
این آلبوم یکی از کارهای جریان‌ساز داخل کشور ایران بود.

## فهرست آهنگ‌ها
- ۱: سال ۲۰۰۰
- ۲: سقوط
- ۳: بن‌بست
- ۴: شهر غم
- ۵: داد از این دل
- ۶: گلایه
- ۷: خونه
- ۸: وطن
- ۹: تنگه غروبه
- ۱۰: کس نمیداند